# Ottavio Ridolfi
Ottavio Ridolfi (Roma, 24 marzo 1582 – Agrigento, 6 luglio 1624) è stato un cardinale e vescovo cattolico italiano.

## Biografia
Figlio di Giovanfrancesco Ridolfi, senatore di Firenze e di Costanza Ugolini. Ebbe come fratelli Ludovico, vescovo di Patti e Niccolò, domenicano, maestro del Sacro Palazzo sotto papa Gregorio XV. Era lontano parente del cardinale Niccolò Ridolfi.
Si laureò in utroque iure e ventiduenne fu nominato governatore di Cesena, poi referendario del Supremo Tribunale della Segnatura Apostolica. Negli anni successivi fu governatore di Foligno (1605), Rimini (1607), Faenza (1608) e Forlì (1610).
Il 14 agosto 1612 fu ordinato sacerdote e il 1º ottobre dello stesso anno fu eletto vescovo di Ariano.
Il 5 settembre 1622 papa Gregorio XV lo creò cardinale. Il 26 ottobre dello stesso anno ricevette il titolo di Sant'Agnese in Agone.
Il 20 marzo 1623 fu trasferito alla diocesi di Agrigento. Il 7 ottobre dello stesso anno optò per la diaconia di Sant'Agata dei Goti, elevata a titolo cardinalizio pro hac vice.
Partecipò al conclave del 1623, che elesse Urbano VIII.

## Genealogia episcopale
La genealogia episcopale è:
- Arcivescovo Filippo Archinto
- Papa Pio IV
- Cardinale Giovanni Antonio Serbelloni
- Cardinale Carlo Borromeo
- Cardinale Gabriele Paleotti
- Cardinale Ludovico de Torres
- Cardinale Giovanni Garzia Mellini
- Cardinale Ottavio Ridolfi